# Spirit : L'Indomptable
Pour les articles homonymes, voir Spirit.
Série Spirit
Spirit, l'étalon des plaines
(2002)
Pour plus de détails, voir Fiche technique et Distribution.
Spirit : L'Indomptable (Spirit Untamed) est un film d'animation réalisé par Elaine Bogan et Ennio Torresan Jr. et sorti en 2021.
Il s'agit d'une adaptation cinématographique de la série télévisée d'animation Spirit : Au galop en toute liberté diffusée sur le service Netflix, et elle-même adaptée du film d'animation Spirit, l'étalon des plaines, sorti en 2002. Le film est également un reboot de la série, reprenant son histoire depuis le début.
Le film commence par l'apparition de Milagro Navarro, grande cavalière mexicaine et mère de Luky. Elle monte son cheval au galop et dit à sa fille « vis sans peur » avant de sauter. Alors, le plan se recentre sur le public consterné ce qui laisse penser que Milagro est morte d’une chute de cheval.

## Synopsis
Au XIXe siècle, la jeune Fortuna « Lucky » Prescott quitte sa vie dans une grande ville avec sa tante Cora pour la petite ville de Miradero dans le Texas où se trouve son père, James. En arrivant en ville, Lucky va découvrir que sa mère, Milagro Navarro, était une intrépide Charro mexicaine. Comme elle, Lucky n'est pas vraiment fan des règles et restrictions, elle s'ennuie rapidement dans cette ville calme où elle est toujours soumise aux règles strictes de sa tante.
Elle fait alors la rencontre d'un étalon sauvage, Spirit, avec qui elle partage son besoin de liberté et d'indépendance et crée un lien fort. Elle devient également amie avec deux jeunes filles de la ville, Appoline Granger et Abigail Stone, qui vont l'accompagner dans sa découverte de l'équitation et de son héritage de cavalière mexicaine.
Mais quand un homme mal intentionné, Hendricks, décide d'essayer de capturer Spirit et son troupeau pour les vendre et les condamner à une vie de captivité et de travail, Lucky et ses amies décident de partir à l'aventure pour aider l'étalon à conserver sa liberté.

## Fiche technique
Sauf indication contraire, les informations mentionnées dans cette section peuvent être confirmées par les bases de données cinématographiques IMDb et Allociné,  présentes dans la section « Liens externes ».
- Titre original : Spirit Untamed
- Titre français et québécois : Spirit : L'Indomptable
- Réalisation : Elaine Bogan et Ennio Torresan Jr.
- Scénario : Aury Wallington et Kristin Hahn, d'après la série télévisée Spirit : Au galop en toute liberté et le film d'animation Spirit, l'étalon des plaines de John Fusco
- Direction artistique : Paul Duncan
- Photographie : Robert Edward Crawford
- Montage : R. Orlando Duenas
- Musique : Amie Doherty
- Production : Karen Foster
- Société de production : DreamWorks Animation
- Société de distribution : Universal Pictures
- Budget : 30 millions de dollars
- Pays d'origine :  États-Unis,  Japon[1],[2]
- Langue originale : anglais
- Formats : couleur — 2.35 : 1 — son Dolby Atmos
- Genres : Animation, aventures
- Durée : 87 minutes
- Dates de sortie :
  - États-Unis et Québec : 4 juin 2021
  - France et Suisse romande[3] : 28 juillet 2021

## Distribution

### Voix originales
- Isabela Merced : Fortuna « Lucky » Prescott
- Jake Gyllenhaal : James « Jim » Prescott Jr.
- Marsai Martin : Prudence « Pru » Granger
- Mckenna Grace : Abigail Stone
- Julianne Moore : Cora Prescott
- Walton Goggins : Hendricks
- Eiza González : Milagro Navarro-Prescott
- Andre Braugher : Al Granger

### Voix françaises
- Kaycie Chase : Fortuna « Lucky » Prescott
- Marie Facundo : Apolline « Apo » Granger
- Lisa Caruso : Abigaëlle Stone
- Éric Aubrahn : Jim Prescott
- Laura Blanc : Cora Prescott
- Augustin Jahn : La Mèche
- Jean-Paul Pilotin : Al Granger
- Yann Guillemot : Hendricks
- Aurélie Konaté : Milagro Navarro-Prescott
- Blada Kaïna : Soliste

### Voix québécoises
- Fanny-Maude Roy : Lucky
- Martin Watier : Jim
- Marine Guérin : Pru
- Alice Dery : Abigail
- Marie-Andrée Corneille : Cora
- Jean-Jacques Lamothe : Hendricks
- Didier Lucien : Al Granger
- François Sasseville : Horseshoe
- Jacob Beaudry : Snips

## Production

### Développement
En octobre 2019, le studio DreamWorks Animation dévoile qu'une adaptation de la série télévisée d'animation Spirit : Au galop en toute liberté était en développement avec Elaine Bogan à la réalisation et la créatrice de la série, Aury Wallington, à l'écriture du scénario. Le studio serait chargé de produire cette adaptation qui sera réalisée avec un petit budget par un studio extérieur, comme le film Capitaine Superslip avant lui.
La production du film a été faite entièrement à distance en raison de la pandémie de Covid-19.

### Attribution des rôles
Lors de la diffusion de la première bande-annonce en mars 2021, la distribution originale est dévoilée : Isabela Merced prête sa voix à Lucky Prescott, Jake Gyllenhaal à son père, Eiza González à sa mère et Julianne Moore à sa tante. Marsai Martin et Mckenna Grace sont Apo et Abigaïl, les deux meilleures amies de Lucky. Walton Goggins double le méchant du film et Andre Braugher le père de Apo.

### Musique
Le 6 mai 2021, il est confirmé que Amie Doherty est la compositrice du film. Le même jour, un single intitulé Fearless (Valiente Duet), interprété par Isabela Merced et Eiza González, est publié par Back Lot Music. Il s'agit d'une chanson originale en anglais et en espagnol, écrite pour le film.

## Sortie et accueil

### Dates de sortie
Spirit : L'Indomptable était prévu pour le 14 mai 2021 aux États-Unis et au Canada. L'industrie cinématographique étant toujours fortement affectée par la pandémie de Covid-19, sa sortie a été repoussée au 4 juin 2021. En France, elle est prévue pour le 28 juillet 2021.

### Critiques à l'égard de la bande-annonce
Lors de la sortie de la première bande-annonce en mars 2021, le film est accusé de whitewashing par plusieurs utilisateurs du réseau social Twitter. Le site The Daily Dot rapporte qu'il est reproché au film de mettre en scène une héroïne blanche, faisant du film une production typique pour jeunes filles occidentales, en comparaison au film de 2002 dont le héros était Amérindien. Néanmoins, le site Remezcla (en), spécialisé dans la culture Latino-Américaine, relève que l'héroïne n'est pas blanche mais Latino du côté de sa mère, ce qui était déjà le cas dans Spirit : Au galop en toute liberté, dont le film est adapté,. L'héroïne et sa mère sont respectivement doublées par Isabela Merced, une actrice américano-péruvienne ; et par Eiza González, une actrice mexicaine. Le magazine espagnol ¡Hola! dévoile également que le film suivra la découverte par Lucky de son héritage mexicain.
The Daily Dot rapporte également que le film de 2002 met en scène un cheval qui refuse de se laisser dompter par les colonisateurs blancs, alors que dans la bande-annonce de Spirit : L'Indomptable semble montrer un cheval soumis à sa cavalière. Dans la série dont le film est adapté, Spirit ne se laisse pas dompter par Lucky et accepte d'aider et de se laisser monter par cette dernière seulement si elle lui laisse sa liberté. Par la suite, DreamWorks Animation publie un synopsis du film sur son site internet qui confirme que le film conservera cet aspect de l'intrigue.